# Llauro
Llauro település Franciaországban, Pyrénées-Orientales megyében. Lakosainak száma 314 fő (2022. január 1.). Llauro Tordères, Passa, Vivès, Oms és Montauriol községekkel határos.

## Földrajz

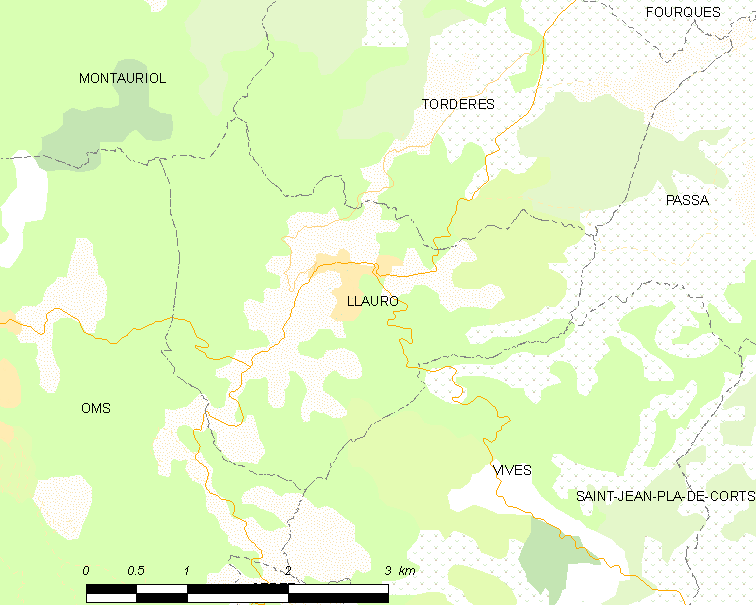
Llauro és környéke

## Népesség
A település népességének változása:
| Lakosok száma | 314  | 314  | 318  | 317  | 317  | 317  | 320  | 317  | 314  |
|               | 2013 | 2015 | 2016 | 2017 | 2018 | 2019 | 2020 | 2021 | 2022 |